# Shikao Ikehara
Shikao Ikehara (jap. 池原 止戈夫, Ikehara Shikao; * 11. April 1904 in der Präfektur Osaka; † 10. Oktober 1984) war ein japanischer Mathematiker.

## Leben
Ikehara erhielt seinen Bachelor-Abschluss am Massachusetts Institute of Technology und wurde dort 1930 bei Norbert Wiener promoviert (An Extension of Landau’s Theorem in the Analytic Theory of Numbers).  Er war Professor an der Universität Osaka und später am Tokyo Institute of Technology.
Er ist für den Satz von Wiener-Ikehara bekannt, den er in seiner Dissertation bewies (unter Verwendung von Wieners Tauber-Theorie). Eine verbesserte Version wurde 1932 von Wiener veröffentlicht. Aus dem Satz von Wiener-Ikehara und dem Nichtverschwinden der Zetafunktion auf der Geraden in der komplexen Zahlenebene mit dem Realteil 1 folgt der Primzahlsatz.
Später trug er dazu bei, die Ideen von Wiener zur Kybernetik in Japan zu verbreiten und übersetzte Bücher von Wiener ins Japanische. Er schrieb auch Lehrbücher über Differentialgleichungen und analytische Zahlentheorie.